# Fabian Rabensteiner
Fabian Rabensteiner (* 6. August 1990 in Brixen) ist ein italienischer Mountainbiker, der im Cross-Country aktiv ist.

## Sportlicher Werdegang
Von 1995 bis 2008 war Rabensteiner beim Naturbahnrodeln aktiv, wo er im Nachwuchsbereich nationale und internationale Titel errang. 2006 bekam er ein Mountainbike geschenkt und belegte bei einem Rennen ohne besondere Vorbereitung den zweiten Platz. Daraufhin wandte er sich dem Cross-Country zu, wo er zunächst über die mittleren Distanzen aktiv war. 2012 wurde er Vierter der nationalen Meisterschaften im Cross-Country XCO und in das Nationalteam für den Weltcup aufgenommen. International blieb er jedoch ohne nennenswerte Ergebnisse.
Ab 2015 wandte sich Rabensteiner den Langdistanzen im Cross-Country zu und begann sich auf den MTB-Marathon und Cross-Country-Etappenrennen zu spezialisieren. 2018 gewann er mit Bronze bei den MTB-Marathon-Europameisterschaften seine erste internationale Medaille, den ersten Sieg erzielte er 2019 mit dem Gewinn der Swiss Epic. 2021 kürte er sich zum Europameister und erstmals zum italienischen Meister im MTB-Marathon. Nachdem 2023 der MTB-Marathon wieder in das Programm des UCI-Mountainbike-Weltcups aufgenommen worden war, gewann Rabensteiner das erste Weltcup-Rennen der Saison in Nové Město na Moravě und sicherte sich auch den Gewinn der Gesamtwertung.

## Erfolge
2018
- Europameisterschaften – Marathon XCM

2019
- Gesamtwertung Swiss Epic (mit Michele Casagrande)

2020
- Gesamtwertung Andalucía Bike Race

2021
- Europameister – Marathon XCM
- Italienischer Meister – Marathon XCM

2022
- Italienischer Meister – Marathon XCM
- Gesamtwertung Swiss Epic (mit Daniel Geismayr)

2023
- Europameisterschaften – Marathon XCM
- ein Weltcup-Erfolg – Marathon XCM
- Weltcup-Gesamtwertung – Marathon XCM
- Gesamtwertung Andalucía Bike Race (mit Wout Alleman)

2024
- Europameisterschaften – Marathon XCM
- ein Weltcup-Erfolg – Marathon XCM
- Italienischer Meister – Marathon XCM